# 愛沙尼亞蘇維埃社會主義共和國國徽
愛沙尼亞蘇維埃社會主義共和國國徽啟用於1940年，是仿照蘇聯國徽設計的。
國徽呈圓形（故不符合傳統的紋章學規則），中為旭日初升之象，上方有紅色五角星和鎚子與鐮刀，象徵社會主義的勝利。外圍由針葉樹和麥穗構成的花環裝飾。飾帶分別以俄語和愛沙尼亞語書有蘇聯格言「全世界無產者，聯合起來！」。下方以愛沙尼亞語書有「愛沙尼亞蘇維埃社會主義共和國」。
1990年，原來的愛沙尼亞國徽恢復使用。